# استان نینوا
استان نینوا (به عربی: محافظة نینوى) از استانهای کشور عراق است که در شمال غربی این کشور واقع است. مرکز این استان شهر موصل است. این استان از مناطق سنی نشین عراق می‌باشد.

## جغرافیا
مساحت این استان ۳۷٬۳۲۳ کیلومتر مربع و جمعیت آن ۲٬۵۰۹٬۸۰۰ نفر است.

## شهرستان‌ها
شهرستانهای آن عبارتند از:

- موصل: کردها در این شهرستان و شهر موصل نیز به‌صورت اقلیت زندگی می‌کنند
- تلعفر
- تلکیف
- قیاره
- سنجار: اکثر اهالی این شهرستان کردهای یزیدی می‌باشند و تحت اداره حشد الشعبی عراق قرار دارد.
- زمار: اکثریت اهالی این منطقه را کردها تشکیل می‌دهند.
- شیخان: قسمت شمالی این شهرستان شیخان کردنشین بوده و تحت اداره دولت محلی کردستان عراق قرار دارد.
- حضر
- ربیعة